# 蒂潘區

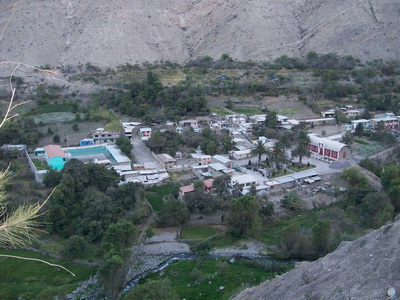

蒂潘區（西班牙語：Distrito de Típan），是秘魯的一個區，位於該國南部阿雷基帕大區的卡斯蒂利亞省，始建於1943年12月13日，面積57.68平方公里，海拔高度1,913米，2005年人口589，人口密度每平方公里10人。